# Kertsó Cirjék
Kertsó Cirjék névváltozatok: Kertso, Kertsok, Cyrjék (Gyergyószentmiklós, 1744. szeptember 14. – Marosvásárhely, 1806. május 10.) minorita rendi szerzetes.

## Élete
Firtoson lépett be a rendbe, Nagybányán és Lugoson tanulta a filozófiát. 1760 és 1767 között Nyírbátorban folytatta tanulmányait, ezután három éven keresztül volt Szentmártonegyházban lelkész. 1771 és 1774 között Kézdivásárhely-Kántán működött mint tanár, majd ezután Egerben, később Eperjesenen az egyházjog tanára, Tövisen lelkész, majd Nagyenyedre került. 1784-ben és 1802-ben Marosvásárhelyen házfőnök volt, ahonnan Firtosra hívták meg lelkésznek.

## Munkája
- Vita Seraphicí Sancti Patris Francisci. Viennae, 1750 (versben, névtelenül)